# 22. март
22. март (22.03) је 81. дан у години по грегоријанском календару (82. у преступној години). До краја године има још 284 дана.

## Догађаји
- 238 — Гордијан I и његов син Гордијан II проглашени у Картагини за цареве против легитимног римског цара Максимина I Трачанина.
- 1312 — Папа Климент V укинуо француски монашки витешки ред Темплара.
- 1622 — Индијанци су убили око 350 белих насељеника у Вирџинији. То се сматра првим индијанским масакром над европским колонистима у Северној Америци.
- 1794 — Парламент Велике Британије је усвојио Закон о маркама, који је захтевао да многи штампани материјали у Тринаест колонија носе фискалне марке.
- 1794 — Конгрес САД усвојио закон којим се америчким бродовима забрањује превоз црних робова из Африке у Америку.
- 1848 — Побуњена Венеција прогласила независност од Аустрије.
- 1895 — Пионири филма браћа Огист и Луј Лимијер демонстрирали су у Паризу први пут покретне слике, употребивши целулоидну траку.
- 1904 — У лондонском листу "Дејли илустрејтид Мирор" објављена, на насловној страници, прва новинска фотографија у боји.
- 1917 — САД прве признале привремену владу Александра Керенског, успостављену након Фебруарске револуције којом је свргнута монархија у Русији.
- 1919 — Летом између Париза и Брисела једном у седмици, успостављена је прва авионска међународна линија у свету.
- 1945 — Египат, Ирак, Јордан, Либан и Сирија основали су у Каиру Арапску лигу.
- 1979 — Припадници ИРА убили су у Хагу британског амбасадора у Холандији Ричарда Сајкса.
- 1980 — Највиша индијска награда "Драгуљ Индије", уручена је мисионарки Мајци Терези.
- 1983 — Кандидат Лабуристичке партије Хаим Херцог изабран је за председника Израела.
- 1991 — Ирак је ослободио 1.150 Кувајћана заробљених током Заливског рата и затражио да се убрза пуштање на слободу 60.000 заробљених Ирачана.
- 1992 — На другим вишепартијским изборима у Албанији убедљиво је победила Демократска странка, чиме је окончана владавина комуниста и њихових наследника.
- 1995 — Руски космонаут Валериј Пољаков вратио се на Земљу после 437 дана проведених на свемирској станици Мир, поставивши рекорд за најдужи лет у свемир.
- 1996 — Међународни суд за ратне злочине у Хагу оптужио тројицу босанских Муслимана и једног босанског Хрвата за убиства, тортуре и злостављање Срба 1992. у логору Челебићи код Коњица. То су биле прве оптужнице за злочине над Србима почињене током Босанског рата.
- 2001 — САД су донеле одлуку о протеривању око 50 руских дипломата под сумњом да су се бавили шпијунажом. Русија узвратила протеривањем четворице америчких дипломата.
- 2002 — Врховни суд Велике Британије уважио је молбу жене, квадриплегичара и дозволио да се апарати који је одржавају у животу искључе, чиме је по први пут у Енглеској нека особа добила право да умре.
- 2004 — У ракетном нападу израелске војске убијен је духовни вођа и оснивач радикалног палестинског покрета Хамас Шеик Ахмед Јасин, након што је изашао из џамије у Гази. У том нападу погинуло је још седам особа.
- 2006 —
  - Југозападну Србију погодио земљотрес јачине 4,5 степени Рихтерове скале. опширније
  - Поплаве, клизишта и одрони угрожавају бројна насеља и путеве у Србији. Најтежа је ситуација на подручју Богдања. На територији општине Трстеник проглашено је стање елементарне непогоде. опширније
- 2016 — У терористичком нападу у Бриселу погинуло је 35 особа и најмање 250 рањено.

## Рођења
- 1599 — Антонис ван Дајк, фламански сликар. (прем. 1641)[1]
- 1912 — Карл Малден, амерички глумац. (прем. 2009)[2]
- 1923 — Марсел Марсо, француски глумац и пантомимичар. (прем. 2007)[3]
- 1928 — Вељко Булајић, југословенски редитељ и сценариста. (прем. 2024)[4]
- 1930 — Стивен Сондхајм, амерички композитор и текстописац. (прем. 2021)[5]
- 1931 — Бартон Рихтер, амерички физичар, добитник Нобелове награде за физику (1976). (прем. 2018)[6]
- 1931 — Вилијам Шатнер, канадски глумац, редитељ, сценариста, продуцент, писац и певач.[7]
- 1935 — М. Емет Волш, амерички глумац и комичар. (прем. 2024)[8]
- 1935 — Леа Периколи, италијанска тенисерка, ТВ водитељка и новинарка. (прем. 2024)[9]
- 1936 — Бранко Миљуш, српски сликар и графичар. (прем. 2012)[10]
- 1941 — Бруно Ганц, швајцарски глумац. (прем. 2019)[11]
- 1943 — Џорџ Бенсон, амерички музичар.[12]
- 1948 — Ендру Лојд Вебер, енглески композитор.[13]
- 1950 — Горан Бреговић, српски музичар.[14]
- 1952 — Милан Штрљић, хрватски глумац.[15]
- 1955 — Лена Олин, шведска глумица.[16]
- 1960 — Бојан Печар, српски музичар, најпознатији као басиста групе Екатарина Велика. (прем. 1998)[17]
- 1962 — Владо Чапљић, босанскохерцеговачки фудбалер и фудбалски тренер.[18]
- 1964 — Слободан Скерлић, српски сценариста и редитељ.[19]
- 1966 — Макс Рихтер, енглески композитор и пијаниста.[20]
- 1966 — Брајан Шо, америчко-немачки кошаркаш.[21]
- 1970 — Андреас Јонсон, шведски музичар.[22]
- 1972 — Шон Бредли, америчко-немачки кошаркаш.[23]
- 1975 — Марко Гверо, српски глумац.[24]
- 1975 — Јиржи Новак, чешки тенисер.[25]
- 1975 — Кол Хаузер, амерички глумац и продуцент.
- 1976 — Рис Видерспун, америчка глумица и продуценткиња.[26]
- 1979 — Ида Престер, хрватска музичарка и ТВ водитељка.[27]
- 1980 — Никола Јановић, црногорски ватерполиста.[28]
- 1992 — Џеси Ендруз, америчка порнографска глумица и модел.[29]
- 1992 — Валтер Таварес, кошаркаш са Зеленортских Острва.[30]
- 1995 — Ник Робинсон, амерички глумац.[31]
- 1998 — Паола Андино, америчка глумица.[32]
- 1998 — Вања Вучићевић, српски фудбалер.[33]

## Смрти
- 1832 — Јохан Волфганг Гете, немачки писац (рођ. 1749)[34]
- 1934 — Недељко Кошанин, ботаничар, управник Ботаничке баште у Београду, академик (рођ. 1874)[35]
- 1994 — Волтер Ланц, пионир анимираног филма, добитник Оскара (рођ. 1900)[36]
- 2001 — Вилијам Хана, амерички цртач цртаних филмова (рођ. 1910)[37]
- 2005 — Кензо Танге, јапански архитекта (рођ. 1913)[38]
- 2012 — Александар Црнобрња, шахиста, судија и шаховски радник (рођ. 1947)[39]
- 2016 — Роб Форд, канадски политичар и градоначелник Торонта (рођ. 1969)[40]

## Празници и дани сећања
- Међународни празници
  - Светски дан воде
  - Светски дан пантомиме
- Српска православна црква слави:
  - Светих Четрдесет Мученика у Севастији
  - Преподобног Филорома исповедника
  - Светог Кесарија